# 섀넌 손더스
섀넌 손더스(Shannon Saunders, 1994년 7월 4일 ~ )는 잉글랜드의 가수이다.